# Ackermans & van Haaren
Ackermans & van Haaren é um conglomerado empresarial Belga fundado em 1880 e que atua nas areas de construção, dragagem e serviços financeiros.
Em setembro de 2013 comprou 60,39% da construtora belga CFE, por 680 milhões de euros.

## Empresas do Grupo
- CFE: Atua na construção de empreendimentos navais, construção de moradias e atua em projetos de parceria público-privada,[5]extração de agregados de construção civil, construção de plataformas offshore entre outros.[6]

- DEME: Empresa de engenharia naval, atua no ramo de dragagem, engenharia ambiental (como cuidados e tratamentos do solo), extração de gás e petróleo.[7]

- RENT A PORT: Atua no gerenciamento de logística portuárias e desenvolvimento de infraestrutura marítima.[8]

- FINAXIS: Divisão financeira da Ackermans & van Haaren, detém participação em dois bancos na Bélgica.[9]
  - DELEN PRIVATE BANK: instituição financeira que atua em private banking, corretora de bolsas de valores e gestão de propriedades,[10]a Ackermans & van Haaren através da sua subsidiaria, a Finaxis possui 75% desse banco.[11]
  - BANK J. VAN BREDA EN CO: Oferece serviços bancários para trabalhadores e consultoria para empresas e empresários, tem atuação em toda a Europa.[12][13]A Ackermans & van Haaren possui uma participação de 78,75% nesse banco.[14]